# Léon-Paul Fargue
Léon-Paul Fargue född 4 mars 1876 i Paris, död 24 november 1947, var en fransk författare.

## Liv och verk
Léon-Paul Fargues far ägde en keramikfabrik. Denna ärvde sonen 1909 men ägnade den ingen omtanke, utan förblev författare och förde ett ganska utsvävande bohemliv. Som poet debuterade han 19 år gammal med Tancrède (1895) och fick tillträde till Mallarmés tisdagssoaréer. De dikter som samlades i Poèmes (1912) var präglade av symbolismen. Efter första världskriget stod han de franska dadaisterna nära. På 1920-talet redigerade han tillsammans med Valery Larbaud och Paul Valéry avantgardetidskriften Commerce. Léon-Paul Fargue tillhörde Gunnar Ekelöfs "valfrändskaper" och finns på svenska i ett par diktantologier. År 1937 tillhörde Fargue grundarna av Académie Mallarmé.